# Толоса, Сантьяго
Сантьяго Федерико Толоса (исп. Santiago Federico Toloza; род. 28 октября 2002, Мортерос, Кордова) — аргентинский футболист, нападающий клуба «Индепендьенте».

## Биография
Сантьяго Толоса родился 28 октября 2002 года в Мортеросе, Кордова, где и играл в футбол за свою молодёжную команду на стадионе «9 июля де Мортерос» до 2015 года, позднее присоединился к «Тальерес де Кордова». В 2018 году он выиграл с клубом молодёжную лигу.

## Клубная карьера
В 2020 году он провел свою первую предсезонную тренировку с основным составом «Тальерес де Кордова». В том же, 2020 году, он подписал свой первый профессиональный контракт с «Таллересом».
Толоса дебютировал в основной команде «Тальерес» в матче Кубка Аргентины против Гуэмеса на Сантьяго-дель-Эстеро 17 марта 2022 года. Он вышел на замену на 32-й минуте второго тайма вместо Федерико Джиротти при счете 4: 0. Толаса дебютировал в Кубке Либертадорес против «Спортинг Кристал» 27 апреля 2022 года на стадионе Марио Альберто Кемпес, незадолго до своего первого старта в высшей лиге против «Атлетико Тукуман» 30 апреля 2022 года. В 2022 году Толоса сыграл 16 матчей во всех соревнованиях за «Тальерес де Кордова».

## Клубная статистика
| Выступление         | Выступление      | Выступление      | Лига | Лига | Кубки | Кубки | Международные | Международные | Итого | Итого |
| Клуб                | Лига             | Сезон            | Игры | Голы | Игры  | Голы  | Игры          | Голы          | Игры  | Голы  |
| ------------------- | ---------------- | ---------------- | ---- | ---- | ----- | ----- | ------------- | ------------- | ----- | ----- |
| Тальерес (Кордова)  | Примера А        | 2022             | 6    | 0    | 8     | 0     | 2             | 0             | 16    | 0     |
| Тальерес (Кордова)  | Итого            | Итого            | 6    | 0    | 8     | 0     | 2             | 0             | 16    | 0     |
| → Арсенал (Саранди) | Примера А        | 2023             | 23   | 4    | 3     | 2     | —             | —             | 26    | 6     |
| → Арсенал (Саранди) | Итого            | Итого            | 23   | 4    | 3     | 2     | —             | —             | 26    | 6     |
| Индепендьенте       | Примера А        | 2023             | 0    | 0    | 6     | 0     | —             | —             | 6     | 0     |
| Индепендьенте       | Итого            | Итого            | 0    | 0    | 6     | 0     | —             | —             | 6     | 0     |
| Всего за карьеру    | Всего за карьеру | Всего за карьеру | 29   | 4    | 17    | 2     | 2             | 0             | 48    | 6     |

1. ↑  В графу «Кубки» входят игры и голы в национальных кубках, кубках лиги и суперкубках